# Asilo en tu corazón
«Asilo en tu corazón» es una canción compuesta en 1985 por el músico argentino Luis Alberto Spinetta e interpretada por él mismo y Fito Páez en el álbum doble La la la de 1986, vigésimo en el que Spinetta tiene participación decisiva y tercero de Fito Páez. El álbum fue calificado por la revista Rolling Stone y la cadena MTV como #61 entre los cien mejores discos de la historia del rock nacional argentino.
En el tema Fito Páez canta y toca los teclados, mientras que Spinetta canta y toca la guitarra eléctrica. Como músicos invitados participan Machi Rufino (bajo), Daniel Wirzt (batería) y Carlos Franzetti (arreglos de cuerdas).
Fue uno de los dos temas del álbum La la la seleccionados para el megarrecital Spinetta y las Bandas Eternas organizado por Luis Alberto Spinetta en 2009 para celebrar sus 40 años en la música, ambos interpretados con Fito Páez y Juan Carlos "Mono" Fontana.

## Contexto
El álbum La la la fue el resultado de la colaboración musical de dos figuras máximas del rock nacional argentino, Luis Alberto Spinetta y Fito Páez. En el momento de la grabación Spinetta tenía 36 años y era una figura consagrada con diecinueve álbumes grabados, en tanto que Páez tenía 23 años y recién comenzaba a ser una estrella con dos álbumes grabados.
La colaboración de dos figuras máximas para sacar un álbum conjunto, como hicieron Spinetta y Páez en 1986, fue un hecho inusual en el rock nacional argentino. Argentina transitaba el tercer año de democracia luego de la caída de la última dictadura. En ese contexto democrático el rock nacional, que había aparecido en los años finales de la década de 1960, se estaba masificando y desarrollaba nuevas sonoridades, a la vez que ingresaba una nueva generación.
La asociación entre Spinetta y Páez canalizó precisamente ese encuentro entre la generación que fundó el rock nacional y la segunda generación marcada por la Guerra de Malvinas (1982) y la recuperación de la democracia (1983).

## El tema
El tema es el quinto track del Disco 1 (último del lado A) del álbum doble La la la. Se trata de una bellísima balada, escrita en 1985, que integraría en adelante el repertorio clásico spinetteano. El propio Spinetta ha contado que la escribió llorando "en medio de un ataque emocional":

Hice "Asilo en tu corazón", uno de los temas más compactos de todos los míos, que es una balada comprensible, con una letra certera (`solo amar hasta perder la noción´) en medio de un ataque emocional que me hizo llorar, y re-llorar, cuando lo terminé. Eso soy yo, un acto emocional componiendo. Si tengo una estrategia es la que me permite negociar un punto de unión entre la realidad y mi neurología.
Luis Alberto Spinetta

La letra expresa un estado de profunda angustia  ("alguien nos prejuzga sin ninguna razón, piedra sobre piedra, nada importa ya") y la necesidad de ese amor que le concede asilo y protección ante ese mundo agresivo, para poder "seguir y seguir".

Y en tu nombre
yo brindo en la nada vestido de gris
en tu nombre
me olvido del cuerpo y me olvido de mí
en tu nombre
habrá que seguir y seguir y seguir
y seguir pidiendo por siempre
un asilo en tu corazón.
"Asilo en tu corazón" (estribillo final)

En esa época Spinetta exteriorizaba la angustia, tanto artística como económica, que le producía el desinterés de las empresas discográficas por producir sus discos y hablaba de "los cuervos":

Pregunta: -¿Cuales cuervos?
-Sobre todo los productores que saben que arriesgando se llega y mezquinan porque la quieren hacer de taquito, y quieren levantarse al final con la bola de dinero inmensa. Producir cosas sensacionales para la gente, hoy más que nunca es una impronta. Pero acá hay tipos que hasta son capaces de retirar el dinero del mismo edificio que ayudaron a levantar, por bastardos. Esos tipos son los cuervos.
Luis Alberto Spinetta

Musicalmente en el tema se destacan las cuerdas arregladas por Carlos Franzetti, que consolidan la angustia que trasunta la canción. Fito Páez interpreta el piano aportando una sencilla calidez y la segunda voz, Daniel Wirtz se destaca en la batería y Machi Rufino en el bajo.
La idea de convocar a Franzetti para realizar arreglos de cuerdas en algunos temas de La la la fue de Fito Páez, algo que Spinetta consideró como "una de las mejores ideas del disco". Franzetti, que estaba radicado Estados Unidos y en las décadas siguientes alcanzaría un gran éxito internacional, también hizo en el álbum los arreglos de cuerdas en "Dejaste ver tu corazón", "Parte del aire" y "Pequeño ángel", además de componer el tema "Retrato de bambis". Spinetta volvería a convocar a Franzetti para su recital acústico para MTV Unplugged de 1997, lanzado como disco con el nombre de Estrelicia MTV Unplugged, donde arregló y dirigió “Laura va” y “Jazmín”. 
En el libro Martropía Spinetta contó sobre la preferencia que tenía por las cuerdas:

Hay momentos en que con una guitarra quisiera suplir una orquesta enorme y eso es imposible. Porque muchas de las cosas que adoro escuchar están basadas en un gran sonido... El sonido de las cuerdas graves es lo que más me gusta. Si tuviera que elegir entre la gama de todos los instrumentos, elegiría las sonoridades de violín, viola, cello y bajo juntos tocando en las tesituras graves de esos instrumentos. Me mata, me parece hermoso.
Luis Alberto Spinetta